# Юсупов, Марсель Харисович
Марсе́ль Хари́сович Юсу́пов (баш. Йосопов Марсель Харис улы, род. 3 ноября 1969, Челябинск) — российский и башкирский политик и предприниматель, депутат Государственной думы V и VI созывов от партии «Единая Россия», председатель Исполкома Всемирного Курултая Башкир. В Государственной думе VI созыва — член комитета по земельным отношениям и строительству, член комиссии Госдумы по строительству зданий и сооружений, предназначенных для размещения Парламентского центра, член фракции «Единой России».

## Биография
Родился в 1969 году в Челябинске, в семье тренера сборных команд СССР по дзюдо Х. М. Юсупова.
В 1988 году был призван в армию.
В 1992 году окончил инженерно-строительный факультет Челябинского государственного технического университета.
С 1995 года работал инженером III категории в ОАО «Южноуралводпроект».
В 2000 году был назначен коммерческим директором ООО "Ассоциация промышленных предприятий Челябинска «Ленпром».
В 2004 году окончил Международный институт экономики и права.
С 2004 года являлся заместителем генерального директора ЗАО «Памир».
В 2006—2007 годах — коммерческий директор и Председатель Совета директоров ОАО «Уфимский хлопчатобумажный комбинат», председатель Совета директоров ОАО «Уфимская трикотажная фабрика».
С сентября 2007 года — член Общественного Совета при Законодательном Собрании Челябинской области, генеральный директор ООО «Башкирский птицеводческий комплекс имени М. Гафури» в Мелеузе.
В 2007 году был избран депутатом Государственной думы V созыва от партии «Единая Россия». 
С 2011 года — председатель Исполкома Всемирного Курултая Башкир.
На праймериз, проведенных ОНФ и «Единой Россией» в июле-августе 2011 года занял 6-е место.

## Собственность и доходы
Согласно поданной декларации, Юсупов получил в 2011 году доход в размере 39,66 миллионов рублей. Юсупову принадлежит 3 земельных участка, две квартиры и два жилых дома, легковой автомобиль Mercedes-Benz.
Как сообщал РБК Уфа, в отношении хлопчатобумажного комбината в июне 2020 года было открыто конкурсное производство, инициатором процедуры выступило само предприятие. 78,3% уставного капитала компании принадлежат Марселю Юсупову.

## Награды
Дважды награждён грамотой Губернатора Челябинской области (2005, 2007), грамотами Президента и Правительства Республик Башкортостан, Благодарностью Государственной Думы, многократно награждён различными ведомственными наградами.
16 декабря 2009 г. Приказом №436-кн  за многолетний труд и значительный вклад в развитие строительной отрасли Уральского и Приволжского Федеральных округов, а также активное участие в проведении экономических преобразований присвоено  звание "Почетный строитель России".
19 февраля 2013 года награждён Почетной грамотой Государственной Думы Федерального Собрания Российской Федерации за существенный вклад в развитие законодательства Российской Федерации и парламентаризма в Российской Федерации. Награждён медалью За развитие Парламентаризма,

## Личная жизнь
Супруга: Юсупова Алина  
Дети: Харис, Марат. 
Мастер по гиревому спорту.